# 勐朗镇
勐朗镇（佤语：mēng lām:1004），是中华人民共和国云南省普洱市澜沧拉祜族自治县下辖的一个乡镇级行政单位。

## 行政区划
勐朗镇下辖以下地区：
佛房社区、大水井社区、温泉社区、铅矿社区、唐胜村、勐滨村、南甸村、富本村、大林窝村、下谷地村、罗八村、大平掌村、看马山村、包麦地村和布老村。